# Аббасов, Мехти Юсиф оглы
Мехти́ Юси́ф оглы́ Абба́сов (азерб. Mehdi Yusif oğlu Abbasov; 1 января 1960 — 13 января 1992) — азербайджанский офицер полиции, старший лейтенант, Национальный Герой Азербайджана (1992, посмертно).

## Биография
Родился 1 января 1960 года в Амасийском районе Армянской ССР. С 28 июня 1991 года начал службу в органах Министерства внутренних дел Азербайджана, где дослужился до звания старшего лейтенанта. Заместитель командира роты в ОМОН МВД Азербайджана. За заслуги его прозвали «Михайло». Был награждён премией министерства внутренних дел.
13 января 1992 года в боях за пост Меликджан Аббасов участвовал в своём последнем сражении в Первой карабахской войне, где был ранен в голову и скончался. На момент гибели был холост.

## Память

Могила Мехти Аббасова на Аллее шахидов в Баку

Указом президента Азербайджанской Республики № 831 от 6 июня 1992 года Аббасову Мехти Юсиф оглы было присвоено звание Национального Героя Азербайджана (посмертно).
Похоронен на Аллее шахидов в Баку. По неофициальным данным, село Рушан (место проживания родственников Мехти) в Исмаиллинском районе Азербайджана переименовано в честь героя в Мехтикенд (Мехтиабад). Именем Мехти Аббасова названы улицы в городах Баку и Исмаиллы.